# بوب كارني
بوب كارني (بالإنجليزية: Bob Carney)‏ مواليد 3 أغسطس 1932 في أورورا - الوفاة 10 نوفمبر 2011، كان لاعب كرة سلة أمريكي. تم اختياره من قبل فريق أتلانتا هوكس خلال الدرافت. حمل الرقم 18. بلغ طوله 6 قدم 3 بوصة (1.9 م). لعب مع لوس أنجلوس ليكرز.

## روابط خارجية
- بوب كارني على موقع إن بي أي (الإنجليزية)
- بوب كارني على موقع سبورتس رفرنس (الإنجليزية)
- بوب كارني على موقع كلية كرة السلة في سبورتس رفرنس.كوم (الإنجليزية)
- بوب كارني على موقع ريلجم (الإنجليزية)
- بوب كارني على موقع بروبوليرز (الإنجليزية)